# Активін та інгібін
Активін та інгібін є двома тісно пов'язаними білковими комплексами, які мають майже прямо протилежні біологічні ефекти. Виявлений у 1986 році   активін посилює біосинтез і секрецію фолікулостимулювального гормону (ФСГ) і бере участь у регуляції менструального циклу. Було виявлено, що активін виконує багато інших функцій, включаючи роль у клітинній проліферації, диференціації, апоптозі,  метаболізмі, гомеостазі, імунній відповіді, загоєнні ран  та ендокринній функції. Навпаки, інгібін знижує синтез  і пригнічує секрецію ФСГ.  Гіпотезу про існування інгібіну висунули ще в 1916 році; однак його існування було продемонстровано у роботі Ніни Шварц і Корнелії Ченнінг у середині 1970-х років, після чого через десять років була розшифрована молекулярна структура обох білків. 
Активін - це димер, що складається з двох ідентичних або дуже подібних бета-субодиниць. Інгібін також є димером, де перший компонент є бета-субодиницею, подібною або ідентичною бета-субодиниці в активіні. Однак, на відміну від активіну, другий компонент димеру інгібіну є більш віддалено спорідненою альфа-субодиницею.   Активін, інгібін та низка інших структурно споріднених білків, таких як антимюллерів гормон, кістковий морфогенетичний білок і фактор диференціювання росту, належать до надродини білків TGF-β . 

## Структура
Білкові комплекси активіну та інгібіну є димерними за структурою, і в кожному комплексі два мономери з’єднані один з одним одним дисульфідним зв’язком.  Крім того, обидва комплекси походять від одного сімейства споріднених генів і білків, але відрізняються своїм складом субодиниці.  Нижче наведено список найпоширеніших комплексів інгібіну та активіну та їх субодиничний склад:
 
Альфа- та бета-субодиниці мають приблизно 25% подібності послідовностей, тоді як подібність між бета-субодиницями становить приблизно 65%. 
| Клас    | Активність             | Комплекс   | Субодиниці | Субодиниці | Субодиниці |
| Клас    | Активність             | Комплекс   | 1          | 2          |            |
| ------- | ---------------------- | ---------- | ---------- | ---------- | ---------- |
| Інгібін | пригнічує секрецію ФСГ | Інгібін A  | α          | βA         |            |
| Інгібін | пригнічує секрецію ФСГ | Інгібін B  | α          | βB         |            |
| Активін | стимулює секрецію ФСГ  | Активін A  | βA         | βA         |            |
| Активін | стимулює секрецію ФСГ  | Активін AB | βA         | βB         |            |
| Активін | стимулює секрецію ФСГ  | Активін B  | βB         | βB         |            |

У ссавців описано чотири бета-субодиниці, які називаються активін βA, активін βB, активін βC і активін βE. Активін βA і βB ідентичні двом бета-субодиницям інгібіну. П'ята субодиниця, активін βD, була описана у Xenopus laevis. Дві субодиниці активіну βA дають початок активіну A, одна субодиниця βA, а одна субодиниця βB дає початок активіну AB і так далі. Було описано різні, але не всі теоретично можливі гетеродимери.   Субодиниці з'єднані одним ковалентним дисульфідним зв'язком.
Субодиниця βC здатна утворювати гетеродимери активіну з субодиницями βA або βB, але не здатна димеризуватися з інгібіном α. 

## Функція

### Активін
Активін виробляється в статевих залозах, гіпофізі, плаценті та інших органах:
- У фолікулі яєчника активін посилює зв’язування ФСГ і індуковану ним ароматизацію. Він бере участь у синтезі андрогенів, посилюючи дію ЛГ в яєчниках і яєчках . У чоловіків активін посилює сперматогенез .
- Активін сильно експресується в пошкодженій шкірі, а надмірна експресія активіну в епідермісі трансгенних мишей покращує загоєння ран і посилює утворення рубців . Його дія на загоєння ран і морфогенез шкіри полягає в стимуляції кератиноцитів і стромальних клітин залежно від дози. [14]
- Активін також регулює морфогенез розгалужених органів, таких як простата, легені та особливо нирки . Активін А підвищив рівень експресії колагену типу I, що свідчить про те, що активін А діє як потужний активатор фібробластів .
- Відсутність активіну під час розвитку призводить до дефектів розвитку нервової системи.
- Підвищена регуляція активіну А направляє плюрипотентні стовбурові клітини в мезоентодермальну долю, і таким чином забезпечує корисний інструмент для диференціювання стовбурових клітин і формування органоїдів . [15]

### Інгібін
Як у жінок, так і у чоловіків інгібін пригнічує вироблення ФСГ. Інгібін не пригнічує секрецію гонадотропного релізінг-гормону (GnRH) з гіпоталамуса.   Однак загальний механізм відрізняється між статями:

#### У жінок
Інгібін виробляється в статевих залозах, гіпофізі, плаценті, жовтому тілі та інших органах.
ФСГ стимулює секрецію інгібіну з гранульозних клітин фолікулів яєчників в яєчниках . У свою чергу інгібін пригнічує ФСГ.
- Інгібін B досягає піку в ранній та середній фолікулярній фазі та другого піку під час овуляції .
- Інгібін А досягає свого піку в середині лютеїнової фази .

Секреція інгібіну зменшується під дією GnRH і посилюється інсуліноподібним фактором росту -1 (IGF-1).

#### У чоловіків
Інгібін виділяється з клітин Сертолі , розташованих у сім'яних канальцях всередині яєчок. Андрогени стимулюють вироблення інгібіну. Цей білок також може допомогти локально регулювати сперматогенез. 

## Механізм дії

### Активін
Як і інші члени своєї надродини, активіни взаємодіють з двома типами трансмембранних рецепторів клітинної поверхні (типи I і II), які мають внутрішню серин/треонінкіназну активність у своїх цитоплазматичних доменах:
- Рецептори активіну 1 типу : ACVR1, ACVR1B, ACVR1C
- Рецептори активіну 2 типу : ACVR2A, ACVR2B

Активін зв’язується з рецептором 2-го типу та ініціює каскадну реакцію, яка призводить до залучення, фосфорилювання та активації рецептора активіну 1-го типу. Потім він взаємодіє з двома цитоплазматичними білками SMAD, а потім фосфорилює SMAD2 і SMAD3 .
Потім Smad3 переміщується в ядро і взаємодіє з SMAD4 через мультимеризацію, що призводить до їх модуляції як комплексів факторів транскрипції, відповідальних за експресію великої різноманітності генів.

### Інгібін
На відміну від активіну, про механізм дії інгібіну відомо набагато менше, але він може включати конкуренцію з активіном за зв’язування з рецепторами активіну та/або зв’язування з інгібін-специфічними рецепторами. 

## Клінічне значення

### Активін
Активін А більше розповсюджений в жировій тканині людей із ожирінням, ніж у худих.  Активін А сприяє проліферації клітин-попередників адипоцитів, одночасно пригнічуючи їх диференціацію в адипоцити.  Активін А також підвищує запальні цитокіни в макрофагах. 
Мутація в гені рецептора активіну ACVR1 призводить до прогресуючої осифікувальної фібродисплазії, смертельного захворювання, яке призводить до поступового заміщення м’язів і м’яких тканин кістковою тканиною.  Цей стан характеризується утворенням додаткового скелета, який викликає знерухомлення і в кінцевому підсумку смерть від удушення.  Мутація в ACVR1 змушує активін А, який зазвичай діє як антагоніст рецептора і блокує остеогенез (зростання кісток), вести себе як агоніст рецептора та індукувати гіперактивний ріст кісток.  2 вересня 2015 року компанія Regeneron Pharmaceuticals оголосила, що розробила антитіло до активіну А, яке ефективно лікує захворювання на тваринній моделі захворювання. 
Мутації в гені ACVR1 також були пов’язані з раком, особливо дифузною внутрішньою гліомою моста мозку (DIPG).   
Підвищений рівень активіну B при нормальному рівні активіну A є можливим біомаркером міалгічного енцефаломієліту/синдрому хронічної втоми . 
Активін А надмірно експресується при багатьох видах раку. Було показано, що він сприяє пухлиногенезу, перешкоджаючи адаптивній протипухлинній імунній відповіді при меланомі . 

### Інгібін
Кількісне визначення інгібіну А є частиною пренатального скринінгу, який можна проводити під час вагітності на терміні вагітності 16–18 тижнів. Підвищений рівень інгібіну А (разом зі збільшенням бета-ХГЧ, зниженням альфа-фетопротеїну і зниженням естріолу) свідчить про наявність у плода синдрому Дауна.  Як скринінговий тест, його аномальні результати слід супроводжувати більш надійними тестами.
Його також використовували як маркер раку яєчників .  
Інгібін В може бути використаний як маркер функції сперматогенезу та чоловічого безпліддя. Середній рівень інгібіну В у сироватці крові значно вищий у фертильних (приблизно 140 пг/мл), ніж у безплідних чоловіків (приблизно 80 пг/мл).  У чоловіків з азооспермією позитивний тест на інгібін B дещо підвищує шанси на успішне досягнення вагітності шляхом екстракції сперматозоїдів з яєчок (TESE), хоча зв’язок не дуже суттєвий, маючи чутливість 0,65 (95% довірчий інтервал [ДІ]: 0,56–0,74) і специфічність 0,83 (ДІ: 0,64–0,93). для прогнозу наявності сперматозоїдів у яєчках при необструктивній азооспермії. 